# Bóg nie żyje
„Bóg nie żyje” (niem. Gott ist tot) – aforyzm filozoficzny spopularyzowany w XIX wieku za sprawą Georga Wilhelma Friedricha Hegla, później w bardziej znanej wersji – przez Fryderyka Nietzschego. Stwierdzenie „Bóg nie żyje” odnosiło się nie tyle do fizycznej śmierci Boga, ile do rozważań nad człowieczeństwem Boga i przezwyciężeniem przezeń śmierci (Hegel) lub diagnozą współczesnej cywilizacji, która porzuciła wiarę w Boga na rzecz własnego samodoskonalenia (Nietzsche).

## Śmierć Boga u Hegla
Słowa „Gott selbst ist tot” („Sam Bóg umarł”) pojawiły się w napisanej przez Johanna Rista w 1641 roku drugiej zwrotce pieśni pasyjnej „O Traurigkeit, O Herzeleid”. W późniejszych wydaniach śpiewników kościelnych zastępowano je mniej kontrowersyjnymi sformułowaniami. Ważniejsza była jednak diagnoza śmierci Boga, jaką zaproponował Georg Wilhelm Friedrich Hegel w odniesieniu do ukrzyżowania Jezusa Chrystusa. Nawiązując do wspomnianej pieśni Rista, Hegel komentował, że „to, co ludzkie, skończone, kruche, słabość, to, co negatywne, jest boskim momentem, jest w samym Bogu”. O człowieczeństwie Jezusa Hegel pisał następująco:
Bóg umarł, bóg jest martwy [Gott ist gestorben, Gott ist tot] – jest to najstraszniejsza myśl, że wszystko, co wieczne, wszystko, co prawdziwe, nie istnieje, że w Bogu jest sama negacja; wiąże się z tym najwyższy ból, poczucie całkowitej beznadziejności, rezygnacja ze wszystkiego, co wyższe. – Ale na tym bieg spraw się nie zatrzymuje, lecz następuje teraz odwrócenie; mianowicie Bóg zachowuje się w tym procesie, a tym [procesem] jest tylko śmierć śmierci. Bóg powstaje na nowo do życia: obraca się to więc w przeciwieństwo.
W zamyśle Hegla śmierć i zmartwychwstanie Chrystusa daje nadzieję: nie tylko dowodzi, że Bóg jest kruchym człowiekiem odchodzącym tak jak ludzkość w niebyt; kładzie również nacisk na boskość kryjącą się w każdym człowieku. Sformułowanie „Bóg umarł” wieszczyło u Hegla nie tylko postępujące zagubienie chrześcijan w epoce nowożytnej; niemiecki filozof uważał, że śmierć Chrystusa pozwoliła znieść dystans pomiędzy Bogiem a człowiekiem. 

## Śmierć Boga u Nietzschego
Sformułowanie „Bóg nie żyje” znacznie większy wpływ miało w wersji Nietzschego. Po raz pierwszy te fraza pojawia się w Wiedzy radosnej – w sekcji 108 (Nowe walki), 125 (Człowiek oszalały) i po raz trzeci w sekcji 343 (W sprawie naszej pogody). Należy jednak pamiętać, że pierwsza wersja „śmierci Boga” znajduje się w Wędrowcu i jego cieniu, w przypowieści zatytułowanej „Więźniowie”. Występuje też w głównym dziele Nietzschego Tako rzecze Zaratustra, które jest najbardziej odpowiedzialne za popularyzację tej frazy. „Człowiek oszalały” wyraża tę ideę następująco:

Bóg umarł! Bóg nie żyje! Myśmy go zabili! Jakże się pocieszymy, mordercy nad mordercami? Najświętsze i najmożniejsze, co świat dotąd posiadał, krwią spłynęło pod naszymi nożami – kto zetrze z nas tę krew? Jakaż woda obmyć by nas mogła? Jakież uroczystości pokutne, jakież igrzyska święte będziem musieli wynaleźć? Nie jestże wielkość tego czynu za wielka dla nas? Czyż nie musimy sami stać się bogami, by tylko zdawać się jego godnymi?

### Objaśnienie
„Bóg umarł” nie należy rozumieć w sensie dosłownym (tj. „Bóg jest teraz fizycznie martwy”). Jest to raczej zdanie, poprzez które Nietzsche chce powiedzieć, że idea Boga przestała być źródłem jakiegokolwiek kodeksu moralnego czy teleologii. Poprzez metaforę śmierci Boga Nietzsche zwraca uwagę na kryzys istniejących wartości moralnych, ponieważ „Jeśli porzuca się wiarę chrześcijańską, to tym samym pozbawia się prawa do moralności chrześcijańskiej. Nie jest ona bynajmniej zrozumiała sama przez się. (...) Jeśli wyrywa się z niego [chrześcijaństwa] podstawowe pojęcie, wiarę w Boga, to tym samym rozbija się również całość: wówczas nie pozostaje już nic koniecznego”.
Śmierć Boga jest sposobem powiedzenia, że ogół ludzkości nie wierzy już w żaden bezwzględny, kosmiczny porządek, ponieważ już go nie dostrzega („wiara w Boga chrześcijańskiego niewiarygodna się stała” – cyt. za: Wiedza radosna, sekcja 343). Śmierć Boga prowadzi, mówi Nietzsche, nie tylko do odrzucenia wiary w taki kosmiczny czy fizyczny porządek, ale też do rezygnacji z absolutnych wartości – do odrzucenia wiary w obiektywne i uniwersalne prawo moralne, spajające wszystkich ludzi. W ten sposób utrata bezwzględnej podstawy moralności prowadzi do nihilizmu. Nietzsche chciał zwalczyć ów nihilizm przez przewartościowanie podstaw ludzkich wartości, poprzez szukanie wartości głębiej zakorzenionych w ludzkiej naturze niż chrześcijańskie.
Nietzsche wierzył, że większość ludzi nie dostrzega (lub nie chce przyznać) tej śmierci z powodu najgłębiej zakorzenionego lęku lub tęsknoty. Dlatego też, gdyby owa śmierć zaczęła być powszechnie rozpoznawana, ludzie ulegliby desperacji i nihilizm stałby się nie do okiełznania, podobnie jak relatywistyczne przekonanie, że ludzka wola jest prawem samym w sobie – „wszystko jest dozwolone”. Poniekąd z tego powodu Nietzsche uważał chrześcijaństwo za nihilistyczne. Dla Nietzschego nihilizm jest konsekwencją każdego systemu idealistycznego, bowiem wszystkie idealizmy mają tę samą wadę, co moralność chrześcijańska: nie ma „fundamentu”, na którym się buduje. Dlatego Nietzsche opisuje siebie jako „człowieka podziemnego, człowieka wiercącego, kopiącego, podkopującego”.

### Nowe możliwości
Nietzsche był przekonany, że istnieją pozytywne możliwości dla ludzkości bez Boga. Rezygnacja z wiary w Boga otwiera drogę pełnego rozwoju ludzkich zdolności twórczych. Bóg chrześcijański, z jego arbitralnymi żądaniami i zakazami, z charakterystyczną wrażliwością na (ukształtowane przez wychowanie w duchu heteronomicznych norm) pojęcie grzechu i cudzej skargi, nie będzie już stał na przeszkodzie, więc istoty ludzkie będą mogły przestać kierować wzrok w stronę nadprzyrodzonych królestw i zacząć przyznawać wartość temu światu. Rozpoznanie, iż „Bóg nie żyje”, jest niczym czysta tablica. Jest wolnością do stania się czymś nowym, innym, twórczym – wolnością do bycia czymś bez przymusu akceptacji przeszłości. Nietzsche używa metafory przestworu morza, który może rodzić jednocześnie lęk i entuzjazm. Ludzie, którzy ostatecznie nauczą się tworzyć swoje życie od nowa, będą reprezentować nowe stadium egzystencji – nadczłowieka. „Śmierć Boga” jest motywacją dla ostatniego (nieukończonego) filozoficznego projektu Nietzschego, „przewartościowania wszelkich wartości”.

### Głos Nietzschego
Jakkolwiek Nietzsche włożył oświadczenie „Bóg umarł” w usta szaleńca w „Wiedzy radosnej”, sam również używa tej frazy w sekcjach 108 i 343 tej samej książki. W pasażu człowieka oszalałego, biegnie on przez rynek wołając „Bóg umarł! Bóg nie żyje!” i wywołuje pewne rozbawienie; nikt nie traktuje go poważnie. Sfrustrowany, szaleniec rozbija swoją latarnię o ziemię, lamentując, że przyszedł za wcześnie: ludzie jeszcze nie potrafią zauważyć, że zabili Boga. Kontynuuje on mówiąc:

To olbrzymie zdarzenie jest jeszcze w drodze i wędruje – nie doszło jeszcze do uszu ludzi, błyskawica i grzmot potrzebują czasu, światło gwiazd potrzebuje czasu, żeby je widziano i słyszano. Czyn ten jest im zawsze jeszcze dalszy niż gwiazdy najdalsze – a przecie sami go dokonali!

Wcześniej w książce (sekcja 108), Nietzsche napisał „Bóg umarł: lecz taki jest już rodzaj ludzki, iż będą może jeszcze przez stulecia istniały jaskinie, w których będą pokazywali cień jego. – A my – my musimy jeszcze cień jego zwyciężać!”. Tytułowa postać „Tako rzecze Zaratustra” również wypowiada te słowa, jako komentarz po wizycie u pustelnika, który każdego dnia śpiewa pieśni i żyje, by chwalić swego Boga:

      – I cóż robi święty w lesie? – zapytał Zaratustra.
      Święty odparł: – Pieśni składam i śpiewam je, a gdy pieśni składam, śmieję się i płaczę, i pomrukuję z cicha: tak Boga chwalę.
      Śpiewem, płaczem, śmiechem i pomrukiem chwalę Boga, który jest moim Bogiem. Lecz cóż to niesiesz ty nam w darze?
      Gdy Zaratustra te słowa usłyszał, pokłonił się świętemu i rzekł: – Czemże was mógłbym ja obdarzyć? Pozwólcie mi jednak odejść czem prędzej, abym wam czego nie odebrał! – I tak oto rozstali się ze sobą starzec i mąż, śmiejąc się jako dwa żaki.
      Gdy Zaratustra sam pozostał, rzekł do swego serca:
      „Czyżby to było możliwe! Wszak ten święty starzec nic jeszcze w swem lesie nie słyszał o tem, że Bóg już umarł!”

## Śmierć Boga w teologii
Amerykański magazyn „Time” w kontrowersyjnym artykule Is God Dead? z 8 kwietnia 1966 roku podjął temat znaczenia religii w Ameryce, omawiając powstały w latach 60. XX wieku ruch teologiczny dotyczący śmierci Boga. Główni przedstawiciele tego nurtu – chrześcijańscy teologowie Gabriel Vahanian, Paul van Buren, William Hamilton, Thomas J.J. Altizer oraz żydowski rabin Richard Rubenstein – głosili, że współczesna kultura utraciła poczucie sacrum i transcendencji.
Van Buren i Hamilton proponowali świeckim ludziom przykład Jezusa jako modelowego człowieka żyjącego miłością, podczas gdy Altizer rozwinął radykalną teologię opartą na ideach Blake'a, Hegla i Nietzschego, pojmując ją jako formę poezji, w której Bóg wcielił się w Chrystusa i pozostawił swego ducha w świecie. Rubenstein reprezentował skrajny nurt myśli żydowskiej związany z konsekwencjami Zagłady Żydów. Utrzymywał na podstawie Kabały, że choć judaizm nigdy nie głosił śmierci Boga (która jest koncepcją chrześcijańską), Bóg judaistyczny „umarł” już przy stworzeniu świata, a dla współczesnej kultury żydowskiej – w Auschwitz. Rubinstein twierdził, że utrzymywanie wiary w Boga jako istotę kierującą historią Żydów po Auschwitz mogło prowadzić do konkluzji, iż Bóg celowo doprowadził do Zagłady. Skutkiem tego jest niemożność wiary w Boga przymierza z Abrahamem i perspektywa pogaństwa lub tworzenia własnego sensu.